# Max Toeppen

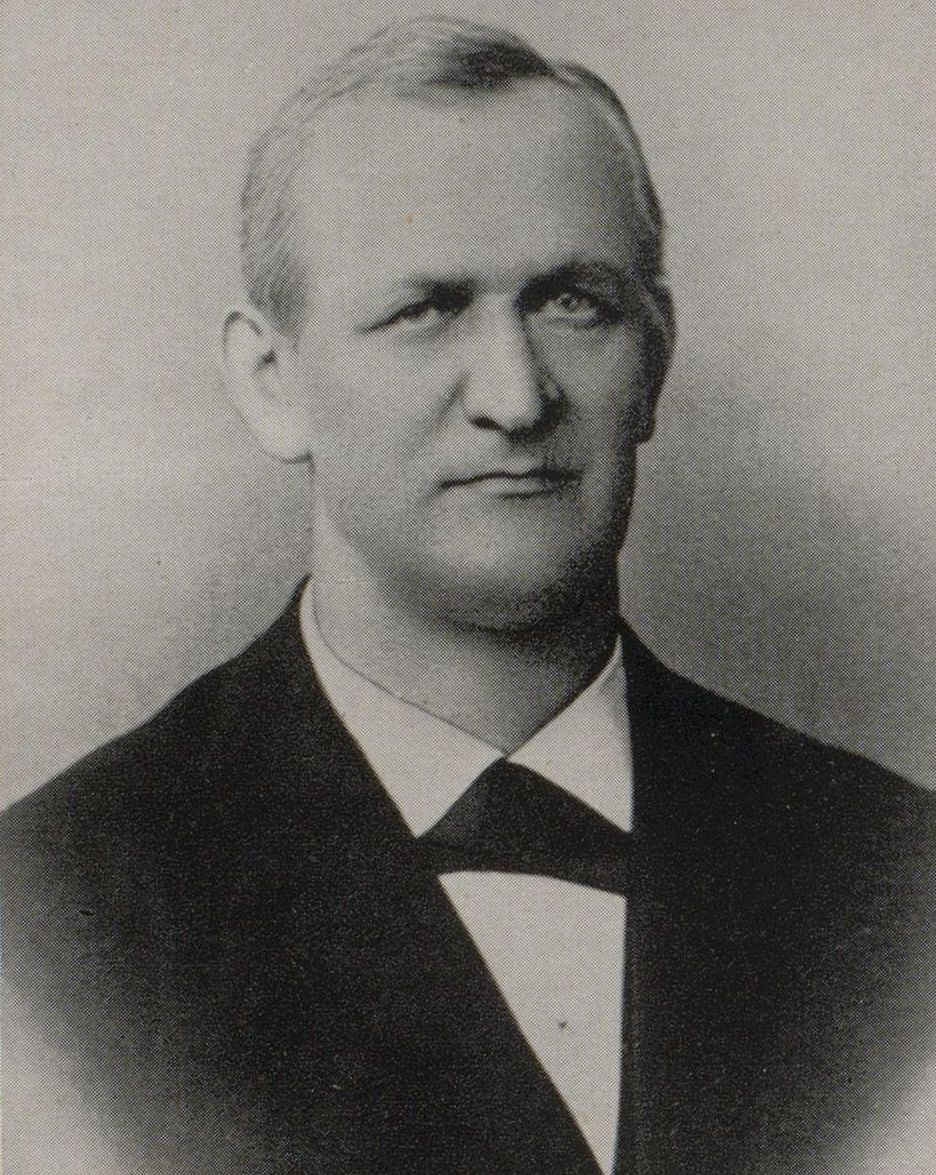
Max Toeppen

Max Pollux Toeppen (* 4. April 1822 in Königsberg i. Pr.; † 3. Dezember 1893 in Elbing) war ein deutscher Gymnasiallehrer. Er war einer der maßgeblichen Landeshistoriker Preußens und Masurens.

## Leben
Toeppen besuchte das Collegium Fridericianum. Nach dem Abitur studierte er an der Albertus-Universität Königsberg alte Sprachen und Geschichte. Seine Lehrer waren Christian August Lobeck, Wilhelm Drumann, Friedrich Wilhelm Schubert und Karl Rosenkranz. Am 22. April 1843 erhielt er die Facultas docendi in Geschichte, Geographie, alten und deutscher Sprache. Eine Woche später 
wurde er zum Dr. phil. promoviert. Nach dem Probejahr am Friedrichskollegium war er dort von Michaelis 1845 bis Ostern 1848 Hilfslehrer. Zur selben Zeit  habilitierte er sich am 20. Januar 1847 an der Albertina. Er entschied sich dann aber doch für den Beruf als praktischer Schulmann. Er kam Ostern 1848 als Hilfslehrer an das Gymnasium zu Elbing, Michaelis 1850 als ordentlicher Lehrer an das Friedrich-Wilhelms-Gymnasium (Posen). Nach drei Jahren wurde er als 2. Oberlehrer an die städtische Realschule in Posen versetzt. Michaelis 1854 kam er als Direktor des Progymnasiums nach Hohenstein. Nachdem er diese Schule durch Errichtung einer Sekunda und Prima zu einem vollständigen Gymnasium ausgebaut hatte, erhielt er am 16. September 1858 das Kgl. Patent als Gymnasialdirektor. Von 1869 bis 1882 leitete er das Gymnasium Marienwerder. Von 1882 bis 1893 stand er dem Gymnasium in Elbing vor. Aus dieser Stellung ließ er sich Ostern 1893 pensionieren.
Toeppen befasste sich intensiv mit der Geschichte Preußens. Er verfasste mehrere Bücher und war Mitherausgeber der Scriptores rerum Prussicarum (1861–1874) und der Quellensammlung Akten der Ständetage Preußens unter der Herrschaft des Deutschen Ordens (1878–1886).

## Mitgliedschaften
- Altertumsgesellschaft Prussia (seit der Stiftung 1845)
- Historischer Verein für Ermland (1858)
- Verein für Hansische Geschichte (seit der Gründung 1871)
- Verein für die Geschichte der Provinz Preußen (1873)

## Ehrungen
Unvollständige Liste
- Roter Adlerorden IV. Klasse (12. Januar 1869)
- Ehrenmitglied von drei altpreußischen und zwei livländischen landesgeschichtlichen Gesellschaften
- Ehrenbürger von Elbing[3]

## Veröffentlichungen (Auswahl)
- Die Gründung der Universität Königsberg und das Leben ihres ersten Rektors Georg Sabinus. Königsberg 1844 (311 Seiten).
- Die letzten Spuren des Heidenthums in Preußen. Mit Benutzung einiger handschriftlicher Quellen. In: Preußische Provinzial-Blätter. Band 2 Königsberg 1846, S. 210–228, S. 294–303, S. 311–344.
- Über ein Gedicht aus dem 16. Jahrhundert, die Geschichte Elbings betreffend. In: Neue Preußische Provinzial-Blätter, Band IV. Königsberg 1847, S. 153–156 (Digitalisat).
- Zur Geschichte der ständischen Verhältnisse in Preußen. (Besonders nach den Landtagsacten). In: Historisches Taschenbuch, herausgegeben von Friedrich von Raumer. Neue Folge, 8. Jahrgang, Leipzig 1847, S. 301–492 (E-Kope).
- Die Deutschen in Livland oder Geschichte der Einführung des Christentums und der Begründung der Deutschen Herrschaft in Livland. In: Neue Preußische Provinzial-Blätter. Band 5, Königsberg 1848, S. 161–184, S. 360–373, S. 408–428.
- Die Theilung der Diöcese Samland und die Hypothese über Witland. Ein Beitrag zu Chorographie des alten Preußens. In: Neue Preußische Provinzial-Blätter. Band 10. Königsberg 1850, S. 161–187.
- Etwas über das Kirchspiel Heiligenkreuz. In: Neue Preußische Provinzial-Blätter. Band 10. Königsberg 1850, S. 193–195.
- Historisch-chorographische Bemerkungen über die frische Nehrung und den großen Werder. In: Neue preußische Provinzial-Blätter. Andere Folge, Band 1, Königsberg 1852.
  - I. Die frische Nehrung. S. 81–105.
  - II. Der große Werder. S. 187–209.
- Geschichte der preußischen Historiographie von P. Dusburg bis auf K. Schütz. Oder Nachweisung und Kritik der gedruckten und ungedruckten Chroniken zur Geschichte Preußens unter der Herrschaft des Deutschen Ordens. Berlin 1853 (Volltext, 290 Seiten).
- Geschichte des Amtes und der Stadt Hohenstein. 1854 (Volltext, 132 Seiten).
- Preußen in heidnischer Zeit. Pomesanien, Pogesanien und Ermeland. In: Neue Preußische Provinzial-Blätter. Band 10, Königsberg 1856, S. 216–224.
- Die Verwaltungsbezirke Preußens unter der Herrschaft des deutschen Ordens. In: Neue Preußische Provinzial-Blätter. Band 11. Königsberg 1857, S. 1–33, S. 88–123.
- Die neuen Verwaltungsbezirke des achtzehnten Jahrhunderts. In: Neue Preußische Provinzial-Blätter. Band 11. Königsberg 1857, S. 215–223, S. 447–468.
- Historisch-comparative Geographie von Preussen. Gotha 1858 (Volltext, 398 Seiten).
- Mitteilungen zur Preußischen Rechtsgeschichte. In: Altpreußische Monatsschrift, Band 2. Königsberg 1865, S. 413–422 (Volltext), S. 694–717 (Digitalisat).
- Die Einrichtung der Elementarschulen im Ortelsburger Hauptamte unter der Regierung König Friedrich Wilhelms I. In: Altpreußische Monatsschrift, Band 3. Königsberg 1866, S. 302–311 (Digitalisat).
- Die Teilung der Diöcese Ermeland zwischen dem Deutschen Orden und dem ermländischen Bischofe. In: Altpreußische Monatsschrift, Band 3, Königsberg 1866, S. 630–648 (Digitalisat).
- Aberglauben aus Masuren. Danzig 1867 (Volltext).
- Ueber preussische Lischken, Flecken und Städte. Ein Beitrag zur Geschichte der Gemeindeverfassungen in Preußen. In: Neue Preußische Provinzial-Blätter, Vierte Folge. Band 4. Königsberg 1867, S. 511–536 (Volltext), S. 621–646 (Volltext).
- Zur Geschichte der historischen Literatur Preussens im 16. Jahrhundert. In: Neue Preußische Provinzial-Blätter. Vierte Folge. Band 5, Königsberg 1868, S. 243–264.
- Altdeutsche Handschriften in Preußen. In: Neue Preußische Provinzial-Blätter. Vierte Folge. Band 6, Königsberg 1869, S. 97–115 (Digitalisat).
- Urkundenfund. In: Neue Preußische Provinzial-Blätter. Vierte Folge. Band 6. Königsberg 1869, S. 270–280 (Digitalisat).
- Erinnerungen an F. Neumann. In: Neue Preußische Provinzial-Blätter, Band 72. Königsberg 1869, S. 327–354 (Digitalisat).
- Alterthümer bei Hohenstein in Ostpreussen. In: Neue Preußische Provinzial-Blätter. Vierte Folge. Band 7, Königsberg 1870, S. 13–42.
- Geschichte Masurens – Ein Beitrag zur preußischen Landes- und Kulturgeschichte, 1870, Nachdruck 1979 (Digitalisat, 540 Seiten).
- Topographisch-statistische Mitteilungen über die Domänen-Vorwerke des deutschen Ordens in Preußen. In: Preußische Provinzial-Blätter, Band 73. Königsberg 1870, S. 412–486 (Digitalisat).
- Erinnerung an die Leiden Königsbergs im Jahr 1807. Bericht des Polizeidirektors Frey an den Kammerpräsidenten v. Auerswald. In: Preußische Provinzial-Blätter, Band 73. Königsberg 1870, S. 703–716 (Digitalisat).
- Nachweisung der Kriegslasten und Kriegsschäden Preußens von 1806–1813. In: Preußische Provinzial-Blätter, Band 74, Heft 1. Königsberg 1871, S. 46–58 (Digitalisat).
- Elbinger Antiquitäten. Ein Beitrag zur Geschichte des städtischen Lebens im Mittelalter.
  - Erstes Heft, Danzig 1871 (Digitalisat).
  - Zweites Heft, Danzig 1872 (Digitalisat).
- Volksthümliche Dichtungen, zunächst aus Handschriften des 15., 16. u. 17. Jahrhunderts gesammelt. In: Neue Preußische Provinzial-Blätter: Vierte Folge, Band 9, Königsberg i. Pr. 1872, S. 289–314, S. 385–430, S. 513–549.
- Die Niederung bei Marienwerder. Eine historisch-chorographische Untersuchung mit besonderer Rücksicht auf Weichselburg und Zantir. In: Altpreußische Monatsschrift, Band 10, Königsberg i. Pr. 1873, S. 219–253, S. 307–337.
- Akten der Ständetage Preußens unter der Herrschaft des Deutschen Ordens, Nachdruck 1974 (786 Seiten).
- Geschichte der Stadt Marienwerder und ihrer Kunstbauten. Marienwerder 1875.
- Ueber einige Alterthümer aus der Zeit des Heidenthums in der Nachbarschaft von Marienwerder. In: Neue Preußische Provinzial-Blätter. Vierte Folge, Band 13, Königsberg i. Pr. 1876, S. 129–153, S. 513–554.
- Zur Baugeschichte der Ordens- und Bischofs-Schlösser in Preussen. In: Zeitschrift des Westpreussischen Geschichtsvereins, Heft I, Kasemann, Danzig 1880, S. 1–44 (Digitalisat), Heft IV, Danzig 1881, S. 83–127 (Digitalisat),  und Heft VII, Danzig 1882, S. 46–94 (Digitalisat).
- Über einige alte Kartenbilder der Ostsee. In: Hansische Geschichtsblätter, Jahrgang 1880–81, Duncker & Humblot, Leipzig 1882, S. 37–64.
- Geschichte der räumlichen Ausbreitung der Stadt Elbing mit besonderer Berücksichtigung ihrer Befestigungen und ihrer wichtigsten Gebäude. In: Zeitschrift des Westpreussischen Geschichtsvereins, Heft XXI. Th. Bertling, Danzig 1887, S. 1–142 (Digitalisat).
- Die Elbinger Geschichtsschreiber und Geschichtsforscher, in kritischer Uebersicht vorgeführt. In: Zeitschrift des Westpreussischen Geschichtsvereins, Heft XXXII. Danzig 1893 (Digitalisat).
- Beiträge zur Geschichte des Weichseldeltas. Danzig 1894 (Digitalisat in der Digitalen Bibliothek Mecklenburg-Vorpommern) (Google Books).